# Демуров, Георгий Сергеевич
Георгий Сергеевич Демуров (13 ноября 1940, Тбилиси — 30 апреля 2023, Нижний Новгород) — советский и российский актёр театра и кино, театральный деятель. Лауреат множественных премий. Заслуженный артист РСФСР (1983), Народный артист Российской Федерации (1996).

## Биография
Родился 13 ноября 1940 года в Тбилиси.
Окончил студию Тбилисского театра русской драмы имени Грибоедова, где впоследствии работал с 1959 по 1961 год. Позже Демуров окончил Горьковское театральное училище. С 1965 года служил в Нижегородском академическом театре драмы имени Горького, где сыграл более 150 ролей.
В 2004 году стал художественным руководителем театра и работал в этом качестве до 2012 года.
Умер 30 апреля 2023 года в Нижнем Новгороде.

## Личная жизнь
Был женат на Татьяне Ивановне Демуровой (род. 4 декабря 1947), заслуженной артистке РСФСР.

## Театральные работы
- Акъягет — «В ночь лунного затмения» М. Карима
- Лорд Грей — «Ричард Третий» В. Шекспира
- Петруччио — «Укрощение строптивой» В. Шекспира
- Павел Щеткин — «Дети Ванюшина» С. Найденова
- Скалозуб — «Горе от ума» А.С. Грибоедова
- Михаил Скроботов — «Враги» М. Горького
- Александр — «Последние» М. Горького
- Илья Лунев — «Трое» М. Горького
- Егор Булычов — «Егор Булычов и другие» М. Горького
- Муратов — «Зыковы» М. Горького
- Герострат — «Забыть Герострата!» Гр. Горина
- Егор Королев — «Верхом на дельфине» Л. Жуховицкого
- Бачана, Нугзар — «Закон вечности» Н. Думбадзе
- Маркиз де Орсиньи — «Кабала святош» М. Булгакова
- Корин — «Прощайте, господин полковник» В. Кассиса и Л. Колосова
- Альт — «День Победы среди войны» И. Гаручавы и П. Хотяновского
- Гранатуров — «Берег» Ю. Бондарева
- Плотников — «Модели сезона» Г. Рябкина
- Аттилио — «Цилиндр» Э. де Филиппо
- Леонид — «Ретро» А. Галина
- Сталин — «Уроки мастера» Д. Поунэлла
- Левада — «Смотрите, кто пришел» В. Арро
- Хитрый — «И был день...» ("Свалка") А. Дударева
- Мондови — «Золотое руно» Дж. Пристли
- Князь Серпуховской — «Любовь — книга золотая» А. Толстого
- Генерал Епанчин — «Настасья Филипповна» Ф. Достоевского
- Князь Валковский — «Петербургский роман» Ф.Достоевского
- Джек — «Все в саду» Э. Олби
- Юбер Дарсе — «Загнанная лошадь» Ф. Саган
- Сол Бозо — «Моя дорогая Памела» Дж. Патрика
- Густаво Ферран — «Три супруги — совершенства» А. Касоны
- Себеон — «Девятый праведник» Е. Юрандота
- Леонид Борисович — «Французские страсти на подмосковной даче» Л. Разумовской
- Шпигельский — «Месяц в деревне» И.С. Тургенева
- Кулигин — «Гроза» А.Н. Островского
- Трилецкий — «Прости меня, мой ангел белоснежный» А.П. Чехова
- Полоний — «Гамлет, принц Датский» В. Шекспира
- Крупер — «Игрок» Ф.М. Достоевского
- Крутицкий «На всякого мудреца довольно простоты» А.Н. Островского
- Стогов — «Фальшивая монета» М. Горького
- Серебряков Александр Владимирович — «Дядя Ваня» А.П. Чехова
- Прохор Железнов — «Васса» М. Горького

## Фильмография
- 1961 — Дорога (Беник — главная роль)
- 1962 — Воды поднимаются
- 1970 — Ожерелье для моей Серминаз (фильм-спектакль)
- 1971 — Одни, без ангелов (фильм-спектакль), (Костя)
- 2004 — Конвой PQ-17 (Сталин); 7-я, 8-я серия

## Звания и награды
- Заслуженный артист РСФСР (1983)
- Народный артист Российской Федерации (1996)
- Лауреат премии КГБ СССР
- Лауреат премий Нижнего Новгорода (2002, 2011)
- Лауреат премии им. Н.И. Собольщикова-Самарина
- Лауреат премии Нижегородской области имени А.М. Горького
- Лауреат премии II-го фестиваля-конкурса им. Е.А. Евстигнеева (лучшая мужская роль — Князь Валковский, «Перербургский роман»)
- Лауреат Премии имени Н.Х. Рыбакова «Актёр России»
- Нагрудный знак "За верность и преданность театру" (2013)